# Mycosphaerella capsellae
Mycosphaerella capsellae är en svampart som beskrevs av A.J. Inman & Sivan. 1991. Mycosphaerella capsellae ingår i släktet Mycosphaerella och familjen Mycosphaerellaceae.   Inga underarter finns listade i Catalogue of Life.